# Andrej Hauptman
Andrej Hauptman (nascido em 5 de maio e 1975) é um ex-ciclista esloveno, profissional de 1999 a 2006.
Seu primeiro grande sucesso foi a medalha de bronze conquistada no LXVIII Campeonato Mundial de Ciclismo em Estrada, sendo esta a primeira medalha conquistada pelo seu país em mundial de ciclismo.
Participou de duas edições dos Jogos Olímpicos, em Sydney 2000 e em Atenas 2004, ambos na prova de estrada – Hauptman terminou em vigésimo quinto e quinto, respectivamente.